# Хакасский научно-исследовательский институт языка, литературы и истории
Хакасский научно-исследовательский институт языка, литературы и истории (ХакНИИЯЛИ) — государственное бюджетное научно-исследовательское учреждение Республики Хакасия. Организован исполкомом Хакасского областного Совета депутатов трудящихся в октябре 1944 года. Основной вид деятельности — научные исследования и разработки в области общественных и гуманитарных наук

## История
Инициатором и первым его директором стал писатель и ученый-филолог Николай Георгиевич Доможаков. Институт организован исполкомом Хакасского областного Совета депутатов трудящихся на основании распоряжения Совета Народных Комиссаров РСФСР № 1786-р от 31 июля 1944 года и приказа Народного Комиссара просвещения РСФСР № 572 от 29 августа 1944 года. Большую помощь в организации научных исследований, подготовке первых изданий института оказали ученые Академии наук СССР: член-корреспондент АН СССР, профессор С. В. Киселёв, доктор исторических наук Л. П. Потапов, кандидат исторических наук Л. Н. Евтюхова и другие. Уже в первые годы существования Хакасский НИИЯЛИ совместно с центральными научными учреждениями проводил археологические, этнографические, фольклорные и лингвистические экспедиции. С начала организации в институте работали три сектора: языка и письменности, литературы и фольклора, истории и этнографии.
Ученым секретарем института был назначен старший научный сотрудник сектора языка и письменности, кандидат филологических наук Церен-Доржи Номинханов. В составе небольшого коллектива были научные сотрудники института и члены ученого совета Ф. Г. Исхаков, П. И. Каралькин, А. Т. Казанаков, М. А. Унгвицкая, В. П. Левашёва, А. А. Кенель и другие.
Для школ были изданы «Грамматика хакасского языка» (автор Н. Г. Доможаков), «Хакасско-русский словарь» (автор Д. Ф. Патачакова) и «Русско-хакасский словарь» (автор Ц.-Д. Номинханов), сборники произведений хакасских поэтов, сборники песен, героических сказаний.
Темой многих кандидатских диссертаций стали диалекты и говоры хакасского языка. Важным достижением, итогом многолетних исследований является создание первой научной грамматики хакасского языка (Москва, 1975). В 1988 году вышло 4-е издание «Орфографического словаря хакасского языка». Издан «Хакасско-русский словарь» (2006).
Большое внимание с момента основания института уделялось исследованиям в области хакасской фольклористики и литературоведения. Созданный коллективными усилиями хакасской национальной интеллигенции рукописный фонд института по фольклору насчитывает в настоящее время сотни томов оригинальных текстов. Среди собирателей, внесших наибольший вклад в создание фольклорного фонда: В. Е. Майногашева, Д. И. Чанков, П. А. Трояков, Т. Г. Тачеев, В. И. Доможаков, А. А. Кенель, А. К. Стоянов и другие. Вышедший в 1988 году в издательстве «Наука» (серия «Эпос народов СССР») «Алтын-Арыг» является фундаментальным трудом, которым пользуются в научных кругах многих стран мира. В. Е. Майногашевой подготовлен и издан в 1997 году героический эпос «Ай-Хуучин» в серии «Памятники фольклора народов Сибири и Дальнего Востока».
Литературоведами института (М. А. Унгвицкой, П. А. Трояковым, К. Ф. Антошиным, Т. Г. Тачеевой, У. Н. Кирбижековой, А. Г. Кызласовой и другими) исследовались закономерности развития хакасской литературы, её жанров, проблемы становления реализма, вопросы взаимосвязи устного поэтического творчества и современной хакасской литературы, творчество отдельных писателей. Сотрудники сектора принимали участие в подготовке разделов пятитомной «Истории советской литературы». Накопленный в результате исследований материал позволил подготовить и издать коллективную обобщающую работу «Очерки истории советской хакасской литературы».
С начала существования ХакНИИЯЛИ в нём действует сектор истории и этнографии. Первым заведующим сектором был Альберт Николаевич Липский. Почти 30 лет жизни на земле Хакасии А. Н. Липский посвятил изучению её древнего прошлого. В 1954—1956 годах институт выступил в качестве одного из инициаторов и организаторов раскопок Большого Салбыкского кургана скифского времени, которые возглавил С. В. Киселёв.
В постоянном контакте с сектором истории работал в течение многих лет профессор Московского государственного университета Леонид Романович Кызласов. Под его руководством в 60-80-е годы на территории Хакасии активно работала археологическая экспедиция МГУ. С 1960 года сектор истории работает в тесном контакте с Объединённым институтом истории, филологии и философии СО РАН. Под руководством таких известных ученых как А. П. Окладников, А. П. Деревянко, В. В. Алексеев, В. Л. Соскин, Н. Я. Гущин, И. И. Комогорцев, В. А. Ламин и многих других, в секторе готовились кандидатские и докторские диссертации, издавались крупные обобщающие исследования, проводились научные конференции.
В секторе истории института долгое время работал В. Я. Бутанаев, доктор исторических наук, профессор Института истории и права ХГУ им. Н. Ф. Катанова. Длительное время археологические исследования в институте проводил Яков Иванович Сунчугашев — известный ученый, заслуженный деятель науки РХ, первый лауреат Государственной премии РХ им. Н. Ф. Катанова.
Основная научная проблематика сектора истории — разработка проблем исторического развития Хакасии и сопредельных территорий, традиционной культуры хакасов.
В 1970 году организован сектор экономики, которым руководили В. Л. Бобровник, В. К. Шулбаев, П. П. Бурнаков, Г. М. Шапошников, В. А. Кышпанаков, Л. В. Анжиганова.

## Ученые записки
«Ученые записки» — серийное, продолжающееся издание Хакасского научно-исследовательского института языка, литературы и истории. Всего издано более 25 выпусков ученых записок. Первый выпуск вышел в 1947 году. В ученых записках публикуются научные статьи по проблемам языка, литературы, истории, этнографии, археологии.
Ученые записки. Вып. I. — Абакан: История, этнография, археология. — Абакан: Хакас. обл. национальное изд-во, 1947. — 62 с.
Ученые записки. Вып. II. — Абакан: Хакас. обл. гос. изд-во, 1951. — 155 с.
Ученые записки. Вып. III. — Абакан: Хакас. кн. изд-во, 1964. — 168 с.
Ученые записки. Вып. IV. — Абакан: Хакас. кн. изд-во, 1956. — 108 с.
Ученые записки. Вып. V. — Абакан: Хакас. кн. изд-во, 1957. — 191 с.
Ученые записки. Вып. VI. — Абакан: Хакасское кн. изд-во, 1958. — 191 с.
Ученые записки. Вып. VII. — Абакан: Хакас. кн. изд-во, 1959. — 150 с.
Ученые записки. Вып. VIII. — Абакан: Хакас. кн. изд-во, 1960. — 232 с.
Ученые записки. Вып. IX. — Абакан: Хакас. кн. изд-во, 1963. — 177 с.
Ученые записки. Вып. X. (Серия филологическая). — Абакан: Хакас. кн. изд-во, 1964. — 164 с.
Ученые записки. Вып. XI. — Абакан: Краснояр. кн. изд-во, Хакас. отд-ние, 1965. — 239 с.
Ученые записки. Вып. XII. — Абакан: Краснояр. кн. изд-во, Хакас. отд-ние, 1966. — 203 с.
Ученые записки. Вып. XIII. Сер. историческая, № 1- Абакан: Хакас. отд-ние Краснояр. кн. изд-ва, 1969. — 228 с.
Ученые записки. Вып. XIV. Сер. филол. 1. — Абакан, 1970. — 212 с.
Ученые записки. Вып. XV. Сер. историческая, № 2. — Абакан, 1970. — 142 с.
Ученые записки. Вып. XVI. — Абакан, 1971. — 137 с.
Ученые записки. Вып. XVII. Сер. историческая № 4. — Абакан, 1972. — 249 с.
Ученые записки. Вып. XVIII. Сер. филологическая № 2. — 1973. — 208 с.
Ученые записки. Вып. XIX. Сер. историческая № 5. — Абакан: Хакас. отд-ние Краснояр. кн. изд-ва, 1974. — 204 с.
Ученые записки. Вып. XX. Сер. филологическая № 3. — Абакан, 1976. — 281 с.
Ученые записки. Вып. XXI. Хакасия: история и современность. — Новосибирск: Наука, 2000. — 190 с.
Ученые записки. Вып. XXII: 60 лет Хакасскому научно-исследовательскому институту языка, литературы и истории. — Абакан: Хакас. кн. изд-во, 2005. — 192 с.
Ученые записки. Вып. XXIII. Сер.: филология. — Абакан: Хакасское кн. изд-во, 2010. — 230 с.
Ученые записки. Вып. XXIV. Сер.: История. — Абакан: ООО "Книжное издательство «Бригантина», 2014. — 180 с.
Ученые записки. Вып. XXV. Сер.: История. Этнография. — Абакан: ООО "Книжное издательство «Бригантина», 2015. — 140 с.

## Руководители
Основателем и первым директором ХакНИИЯЛИ был Н. Г. Доможаков. В дальнейшем институт возглавляли кандидаты исторических наук С. П. Ултургашев, Д. И. Чанков, В. А. Асочаков, доктор исторических наук Я. И. Сунчугашев, доктор философских наук Г. Г. Котожеков. С 1998 по 2019 год институтом руководила доктор исторических наук, профессор В. Н. Тугужекова. В соответствии с приказом министра образования и науки Республики Хакасия с 19 декабря 2019 года исполнение обязанностей руководителя научной организации возложено на Н. C. Майнагашеву.

## Деятельность
С 1999 года ХакНИИЯЛИ находится под научно-методическим руководством Сибирского отделения Российской академии наук (решение Президиума СО РАН от 16.04.1999 г. № 129), подписан долгосрочный договор и соглашения о сотрудничестве с научными институтами РАН. Проведены совместные исследования по современным этнополитическим и этносоциальным процессам с институтами востоковедения РАН, этнологии и антропологии РАН (Москва), с Институтом философии и права СО РАН (Новосибирск).
Институт является коллективным членом Общества востоковедов РАН (с 2002 года) и членом Сибирской ассоциации исследователей первобытного искусства (с 2002 года). В 2008 году авторский коллектив института за книгу «Южная Сибирь в эпоху перемен: проблемы адаптации» получил Почетную грамоту за 2-е место среди публикаций Института востоковедения РАН.

ХакНИИЯЛИ. После презентации книги И. Л. Кызласова. 2017 год.

Ученые института ведут исследования по следующим фундаментальным направлениям научно-исследовательской работы: археологические исследования Южной Сибири; история Хакасии в новый и новейший периоды; экономические и социальные проблемы развития Республики Хакасия как субъекта Российской Федерации; формирование, развитие и современное функционирование хакасского языка; жанрово-стилистическое своеобразие хакасской литературы, хакасская литература и современный литературный процесс, проблемы жанров и специфики хакасского фольклора.